# 몬테자르디노

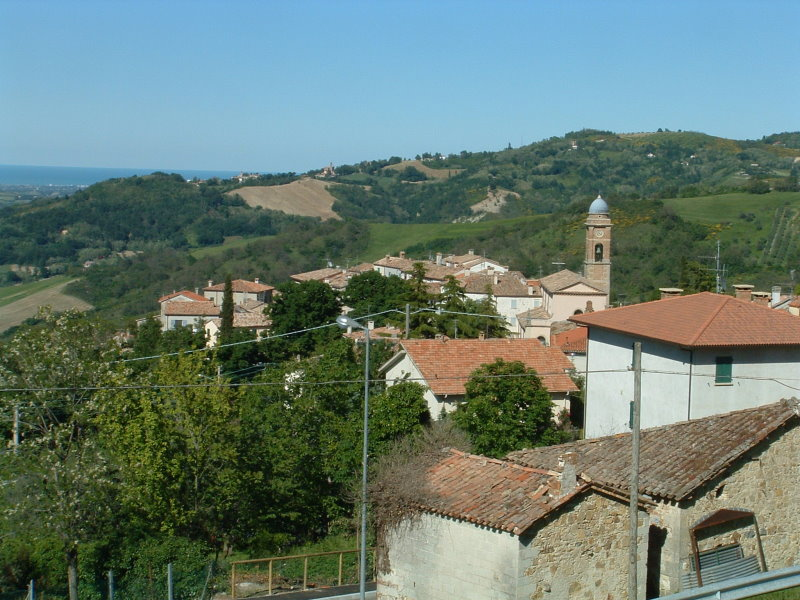
몬테자르디노

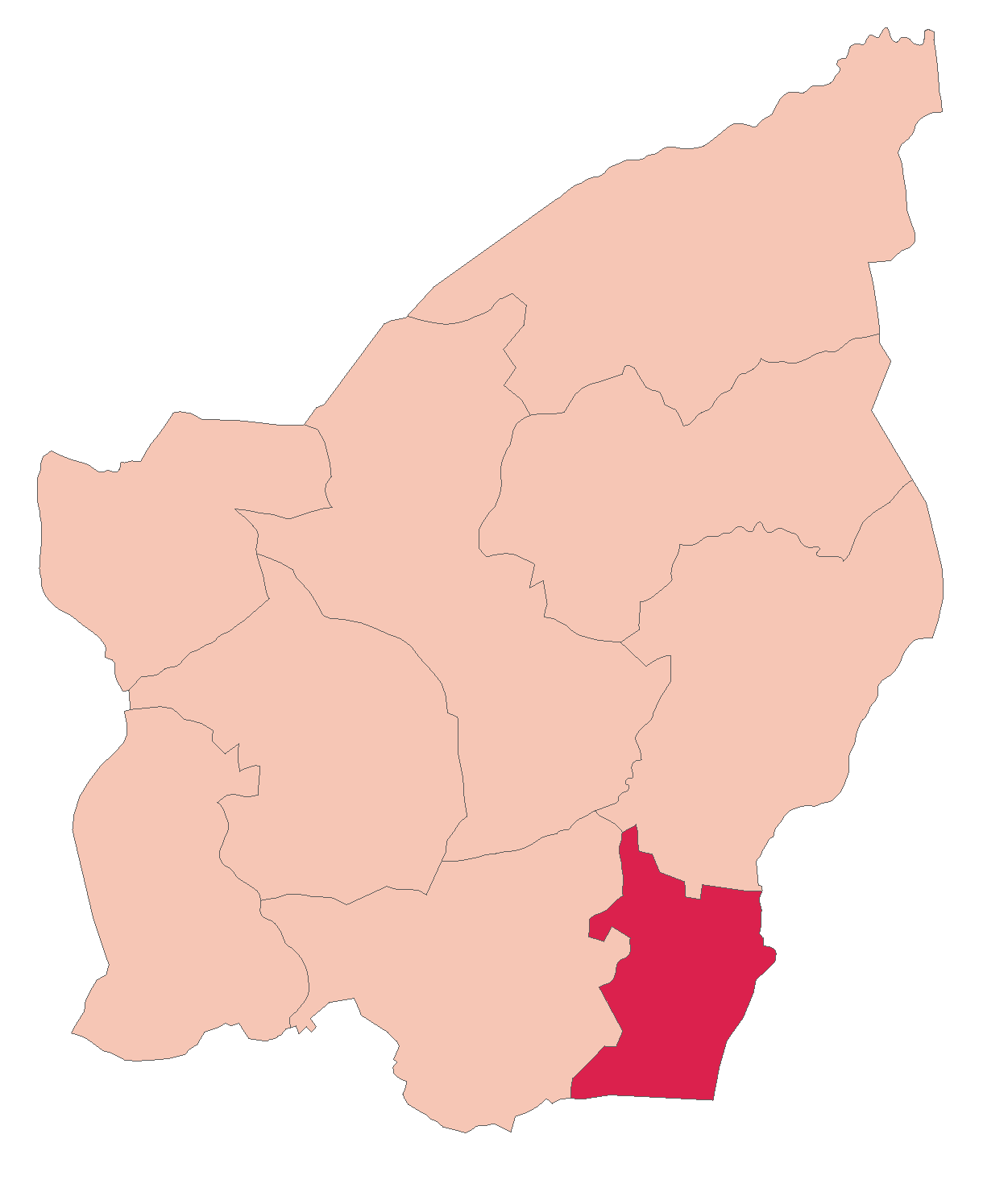
몬테자르디노의 위치

몬테자르디노(이탈리아어: Montegiardino)는 산마리노의 지방자치체로 인구는 818명(2006년 기준), 면적은 3.31km2, 높이는 340m이다. 1개 마을을 관할하며 피오렌티노, 파에타노, 이탈리아 몬테그리마노테르메, 사소펠트리오와 접한다. 1463년 산마리노의 마지막 영토 확장 당시에 편입되었다.

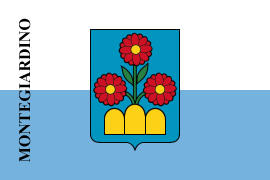
시기
시 문장